# 海倫蘆薈
海倫蘆薈（学名：Aloe helenae）是馬達加斯加特有的一種蘆薈。它們現正處於極危，並受到《瀕危野生動植物種國際貿易公約》附錄一的保護。